# From the Very Depths
From the Very Depths è il quattordicesimo album in studio del gruppo musicale britannico Venom, pubblicato il 26 gennaio 2015 dalla Spinefarm Records.
Riguardo all'album, il chitarrista Rage dichiara in un'intervista a LongLiveRockNRoll.it:
“La copertina e il titolo dell’album sono una specie di concept iniziato con ‘Fallen Angels’ e che proseguiremo sicuramente anche con il prossimo disco. Gli angeli cacciati dal paradiso e confinati all’inferno riemergono dagli abissi per spargere il male su tutta la Terra. La stregoneria è solo una parte del male che si è manifestato sinora nel mondo. Per quel che concerne il titolo dell’album semplicemente ci è sembrata una cosa molto ‘cool’ riprendere le parole dello storico intro da sempre usato nei concerti della band. Cosa vorrebbero le legioni dei nostri fans come titolo del disco? Ci domandavamo. Sicuramente qualcosa di molto forte, che faccia capir loro che i Venom sono sempre quelli di una volta! Così abbiamo optato per ‘From the Very Depths’ con demoni che emergono dagli inferi, pentagrammi e tutto quello che da sempre rappresenta la storia della band.Tutto qui, semplicemente!”

## Tracce
1. Eruptus – 1:01
2. From the Very Depths – 3:54
3. The Death of Rock n Roll – 3:09
4. Smoke – 5:01
5. Temptation – 3:52
6. Long Haired Punks – 4:02
7. Stigmata Satanas – 3:26
8. Crucified – 4:06
9. Evil Law – 5:03
10. Grinding Teeth – 4:11
11. Overture – 1:16
12. Mephistopheles – 4:06
13. Wings of Valkyrie – 4:00
14. Rise – 4:36

## Formazione
- Conrad Lant – voce, basso
- Stuart Dixon – chitarra
- Danny Needham – batteria